# Blake Kessel
Blake Kessel (* 13. April 1989 in Madison, Wisconsin) ist ein ehemaliger US-amerikanischer Eishockeyspieler, der im Verlauf seiner aktiven Karriere zwischen 2006 und 2020 unter anderem 242 Spiele in der ECHL sowie 85 weitere Partien in der American Hockey League (AHL) auf der Position des Verteidigers bestritten hat. Darüber hinaus war Kessel auch in Finnland, Deutschland und der Slowakei aktiv.

## Karriere
Kessel begann seine Karriere in der Saison 2006/07 bei den Waterloo Black Hawks in der US-amerikanischen Juniorenliga United States Hockey League (USHL), wo er im Anschluss an die Spielzeit 2007/08 mit 57 Scorerpunkten in 59 Partien als bester und offensivstärkster Verteidiger ausgezeichnet wurde. Während seiner Zeit in der USHL war er im NHL Entry Draft 2007 in der sechsten Runde an 166. Position von den New York Islanders ausgewählt worden. Zwischen 2008 und 2011 stand der US-Amerikaner für die Universitätsmannschaft der University of New Hampshire in der Hockey East, die in den Spielbetrieb der National Collegiate Athletic Association (NCAA) eingegliedert ist, auf dem Eis. Im September 2011 wurde Kessel von den Philadelphia Flyers aus der National Hockey League (NHL) unter Vertrag genommen, kam aber in den anschließenden zwei Spielzeiten lediglich beim Farmteam Adirondack Phantoms in der American Hockey League (AHL) bzw. bei den Trenton Titans in der ECHL zum Einsatz. 
Im Oktober 2013 spielte Kessel zu Beginn der Saison 2013/14 bei den Bakersfield Condors in der ECHL, wurde aber nach nur vier Partien innerhalb der Liga zu den Orlando Solar Bears transferiert. Dort bestritt der Linksschütze insgesamt 43 Spiele und war innerhalb der laufenden Spielzeit kurzzeitig leihweise in der AHL bei den Rockford IceHogs und Rochester Americans aktiv. Auch die folgende Saison verbrachte Kessel großteilig bei den Solar Bears, ehe er im Februar 2015 nach Europa wechselte und sich dem finnischen Erstligisten Tampereen Ilves anschloss. Ein Jahr später – im Februar 2016 – wechselte er zu den Augsburger Panthern in die Deutsche Eishockey Liga (DEL).
Zu Beginn der Saison 2016/17 kehrte Kessel nach Nordamerika zurück und lief für die Atlanta Gladiators in der ECHL auf, für die er in 22 Einsätzen sieben Treffer erzielte und 16 Torvorlagen gab. Ende November wurde er innerhalb der Liga zu den Kalamazoo Wings transferiert. Bis zu seinem Wechsel war er der punktbeste Verteidiger der ECHL. Leihweise kam er in dieser Spielzeit auch zu acht Einsätzen für die Milwaukee Admirals in der AHL. Zur Saison 2017/18 wechselte der Defensivakteur abermals nach Europa, wo er das Spieljahr beim HC Košice aus der slowakischen Extraliga verbrachte. In den folgenden beiden Spielzeiten ließ Kessel seine Karriere in der ECHL ausklingen, wo er bis zu seinem Rücktritt vom aktiven Sport im Jahr 2020 für die Jacksonville Icemen, Maine Mariners und abermals Orlando Solar Bears auflief.

### International
Im Juniorenbereich nahm Kessel mit den US-amerikanischen Auswahlmannschaften an der World Junior A Challenge 2007 und der U20-Junioren-Weltmeisterschaft 2009 teil. Dabei gewann er im Rahmen der World Junior A Challenge die Bronzemedaille. Im Trikot der A-Nationalmannschaft lief der Verteidiger im Rahmen des Deutschland Cup 2015 auf, wo er zu drei Einsätzen kam.

## Erfolge und Auszeichnungen
| - 2007 Teilnahme am USHL All-Star Game - 2007 USHL All-Rookie Team - 2008 USHL Defenseman of the Year - 2008 USHL First All-Star Team - 2010 Lamoriello-Trophy-Gewinn mit der University of New Hampshire - 2010 Hockey East First All-Star Team | - 2010 NCAA East Second All-American Team - 2011 Hockey East First All-Star Team - 2011 Hockey East All-Academic Team - 2011 NCAA East First All-American Team - 2015 Teilnahme am ECHL All-Star Game |

### International
- 2007 Bronzemedaille bei der World Junior A Challenge

## Karrierestatistik

### International
Vertrat die USA bei:
- World Junior A Challenge 2007
- U20-Junioren-Weltmeisterschaft 2009

(Legende zur Spielerstatistik: Sp oder GP = absolvierte Spiele; T oder G = erzielte Tore; V oder A = erzielte Assists; Pkt oder Pts = erzielte Scorerpunkte; SM oder PIM = erhaltene Strafminuten; +/− = Plus/Minus-Bilanz; PP = erzielte Überzahltore; SH = erzielte Unterzahltore; GW = erzielte Siegtore; 1 Play-downs/Relegation; Kursiv: Statistik nicht vollständig)

## Familie
Kessel stammt aus einer Sportlerfamilie; so war sein Vater professioneller Footballspieler, der von den Washington Redskins aus der National Football League gedraftet wurde. Ebenso sind sein Bruder Phil und sein Cousin David Moss professionelle Eishockeyspieler mit langjähriger Karriere in der National Hockey League. Auch seine Schwester Amanda ist im Eishockeysport aktiv und gewann mit der Nationalmannschaft der USA die Silbermedaille bei den Olympischen Winterspielen 2014.  